# 辻野芳輝
辻野 芳輝（つじの よしてる）は、日本のキャラクターデザイナー、アニメーター、漫画家。天外魔境シリーズの「絵師」辻野寅次郎（つじの とらじろう）の名で知られる。

## 概要
テレコムのアニメーターとして、外注のディズニー作品や『ルパン三世 風魔一族の陰謀』（原画担当）などに携わる。その後、レッドカンパニーに出向（のち移籍）。辻野寅次郎と名乗り、天外魔境シリーズの「絵師」として同シリーズのキャラクターデザインを行った。
「絵師」は、「ジパング」（西洋から観た誤った日本がモチーフ）を舞台にした天外魔境シリーズの世界観に合わせた肩書きである。
近年の「絵師」とは少しだけ意図が異なる。
2017年1月に初の画集『天外画廊：辻野芳輝画集』が徳間書店より発売された。

## 主な作品
辻野寅次郎 名義
- 天外魔境 風雲カブキ伝 ぶっとび少年編 - 『Vジャンプ』に連載された絵物語。

辻野よしてる 名義
- ホームズ・ツインズ!（原作：シナリオ工房 月光） - 『月刊少年ブラッド』に連載された漫画。
  - 単行本全1巻、ソフトバンククリエイティブ・FlexComix、2007年6月8日発売、ISBN 978-4-7973-4237-6

画集
- 『天外画廊：辻野芳輝画集』 徳間書店、2017年1月、ISBN 978-4-19-864342-3

## キャラクターデザイン
辻野寅次郎 名義
- 天外魔境 ZIRIA
- 天外魔境II 卍MARU
- 天外魔境 風雲カブキ伝
- カブキ一刀涼談
- 天外魔境 真伝
- 天外魔境 電脳絡繰格闘伝
- 天外魔境ZERO
- 天外魔境 第四の黙示録
- サクラ大戦 轟華絢爛（スタア改、少年レッドのデザイン）
- サクラ大戦3 〜巴里は燃えているか〜（怪人のキャラクター原案）
- オリエンタルブルー 青の天外（キャラクター原案）
- 天外魔境III NAMIDA

辻野芳輝 名義
- ノスタルジオの風
- レイク（恐竜を擬人化したキャラクター「ラント」「レイ」）
- カードファイト!! ヴァンガード（カードイラスト「ドラゴンナイト ネハーレン」等）
- スパイペンギン（ストーリーボードも担当）
- 全修。（世界観設定・サブキャラクターデザイン・劇中ポスターデザインも担当）[2]

## 参加作品
- 大正野球娘。（プロップデザイン）
- 探偵オペラ ミルキィホームズ（ストーリーボード等[3]）

## テレビドラマ出演
- 運命の逆転（1992年4月10日、TBS）